# Hygrotus impressopunctatus
Hygrotus impressopunctatus är en skalbaggsart som först beskrevs av Johann Gottlieb Schaller 1783.  I den svenska databasen Dyntaxa används istället namnet Coelambus impressopunctatus. Enligt Catalogue of Life ingår Hygrotus impressopunctatus i släktet Hygrotus och familjen dykare, men enligt Dyntaxa är tillhörigheten istället släktet Coelambus och familjen dykare. Arten är reproducerande i Sverige. Inga underarter finns listade i Catalogue of Life.

## Bildgalleri

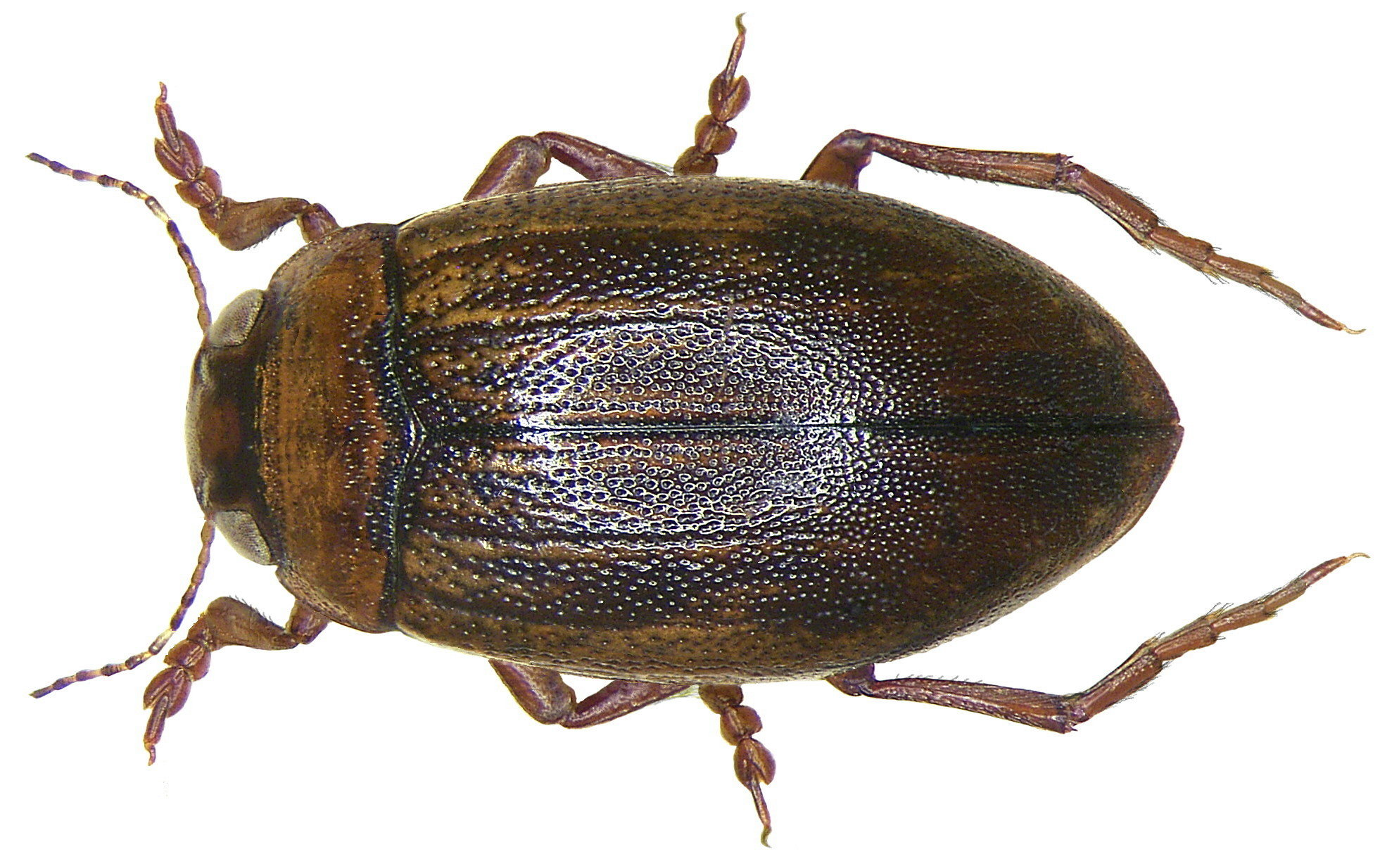
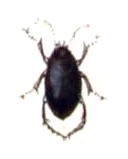
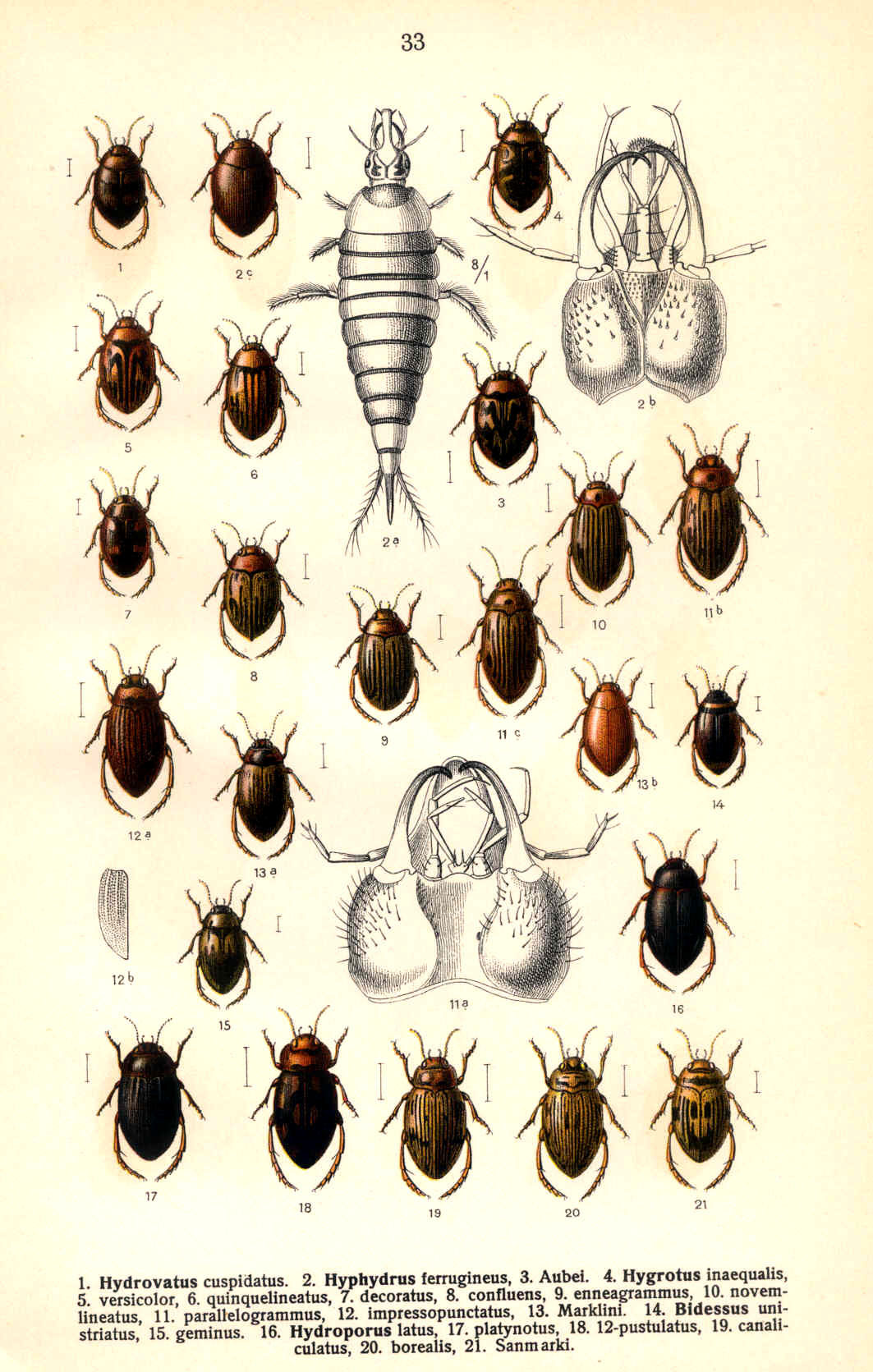